# Arthur Mulier
Arthur Octaaf Lodewijk Mulier, né le 25 mars 1892 à Courtrai et y décédé le 1er octobre 1979 fut un homme politique catholique belge.
Mulier fut docteur en droit (Université de Gand) et industriel; président du Vlaams Economisch Verbond (patronat flamand) de 1957 à 1963.
Il fut membre de la députation permanente de la province de Flandre-Occidentale et sénateur coopté (1949-1954).